# Segle IV aC
El segle IV aC és un període de l'antiguitat clàssica que comprèn els anys inclosos entre el 400 aC i el 301 aC. Està caracteritzat per la consolidació del poder grec, mitjançant la figura d'Alexandre Magne, el qual va derrotar els perses i va intentar per primer cop crear un imperi mundial. Les seves gestes militars van ajudar a l'expansió de la cultura hel·lènica per Àsia.

## Política
Grècia comença el segle amb guerres internes per reduir el poder d'Esparta (com la Guerra de Corint). També és contestada l'hegemonia d'Atenes, malgrat els esforços del seu líder Demòstenes de Peània. En el seu lloc, sorgeix una nova potència: Macedònia. Quan Alexandre el Gran accedeix al tron, es proposa unificar Occident i Orient sota un sol líder i comença una sèrie de reeixides campanyes militars que el porten a destruir l'Imperi persa, conquerir Egipte, Palestina i part de l'Índia. Als nous territoris, fundava ciutats on instaurava la cultura grega, però amb fortes influències locals, de manera que es va produir una mútua influència entre la civilització oriental i la mediterrània. La seva figura ha esdevingut una icona.
Roma adquireix el domini de la lliga llatina (després de les guerres samnites) i provoca el declivi definitiu de la civilització etrusca. És amenaçada pels saquejos dels gals, que rebutja amb èxit. Diverses ciutats veïnes li reten tribut i comença a configurar-se com a potència regional.
Fora d'Europa, cal destacar l'auge del Regne d'Axum a Etiòpia. A l'Àsia continua la inestabilitat a la Xina, que viu diverses guerres entre els regnes que pugnen per assolir el control de la zona. Un confrontament rellevant és la batalla de Maling, al 342 aC. Acaba el període Jōmon al Japó.

## Economia i societat
Un plebeu assoleix el títol de pretor per primer cop a Roma, fet que demostra l'auge de poder polític de la classe baixa republicana, una antiga demanda que va provocar diversos aldarulls i canvis en les distribucions de drets i deures entre els ciutadans.
Es produeixen diversos canvis demogràfics. El refredament del clima fa que tribus escandinaves migrin cap al sud. Les conquestes macedònies afavoreixen que els grecs s'instal·lin als nous territoris, gràcies als incentius en forma de terrenys i privilegis mercantils. Això augmenta la influència hel·lènica a Orient, que no decaurà fins a l'edat moderna. Alexandria, a Egipte, esdevé la població amb més habitants del planeta. Es constitueix com a centre de cultura i intercanvi comercial, la fama del qual durarà segles. Els celtes s'instal·len de manera definitiva a les Illes Britàniques i es produeix el màxim desenvolupament dels escites, poble nòmada asiàtic.
Durant aquest segle, van iniciar-se els pelegrinatges a llocs considerats sagrats o miraculosos per aconseguir la curació de malalties; els afectats i les seves famílies feien sacrificis i caravanes rituals als temples d'Asclepi, en un precedent de cerimònia present en diverses cultures i creences.

## Invencions i descobriments
Els romans usen per primera vegada l'aqüeducte, una de les construccions d'enginyeria més característiques de la seva cultura. El tractament de les aigües, tant la potable com les residuals, adquireix cada cop més importància en ciutats densament poblades.
Èudox de Cnidos, un matemàtic de l'acadèmia platònica, va fer importants descobertes sobre l'esfera i els càlculs relacionats amb aquesta figura, que va aplicar posteriorment a l'astronomia per explicar la posició dels diferents astres. Igualment, es va preocupar d'aquesta qüestió el xinès Gan De, que va compilar catàlegs d'estrelles a la manera babilònica i va observar per primer cop Ganimedes, el satèl·lit de Júpiter. Un altre matemàtic destacat és Diofant d'Alexandria, que va donar nom a l'equació diofàntica.
Sunzi escriu sobre tècniques militars, incloent-hi instruccions per construir arcs pesants, la ballesta de recent invenció i catapultes. També a la Xina s'introdueix per primer cop el feltre.

## Art, cultura i pensament
Continua l'època d'esplendor de la cultura grega iniciada al segle precedent, especialment en filosofia, en què apareixen les figures de Plató i Aristòtil. El primer inaugura l'idealisme i destaca per ser un dels pensadors més influents de la història; amb la seva Acadèmia, forma diversos intel·lectuals i científics i propaga les seves idees sobre una república ideal, governada per savis, en què importa assolir la veritat i el bé, que pertanyen a un món diferent al físic (dualisme ontològic). Aristòtil, el seu deixeble, també crea una escola, el Liceu, on s'ensenyen diverses disciplines, i intenta abastar totes les branques del saber, estudiant ciències naturals, les diferents maneres de ser i com s'estructura el pensament amb la lògica. Per acabar, teoritza sobre la literatura, en especial la tragèdia, que continua triomfant en els diversos festivals del seu temps.
En art, prossegueix el període clàssic, amb obres com les escultures de Praxíteles, el qual va perfeccionar la manera de representar el cos humà. Fora de l'òrbita grega, destaca la construcció del mausoleu d'Halicarnàs, una de les set meravelles del món antic. L'art persa assoleix les seves darreres obres clàssiques, especialment als temples i palaus imperials.
Un dels avenços del segle IV aC és la generalització d'escoles arreu, amb un currículum lliurement decidit pels mestres i diversitat de mètodes pedagògics. Els pares de les classes benestants veien en l'educació formal un avantatge per als fills i, així, van promoure la seva assistència a classe, a part dels preceptors individuals, tant a Egipte, Grècia, Roma, Pèrsia com a l'Índia.